# Wedell-Williams Model 44

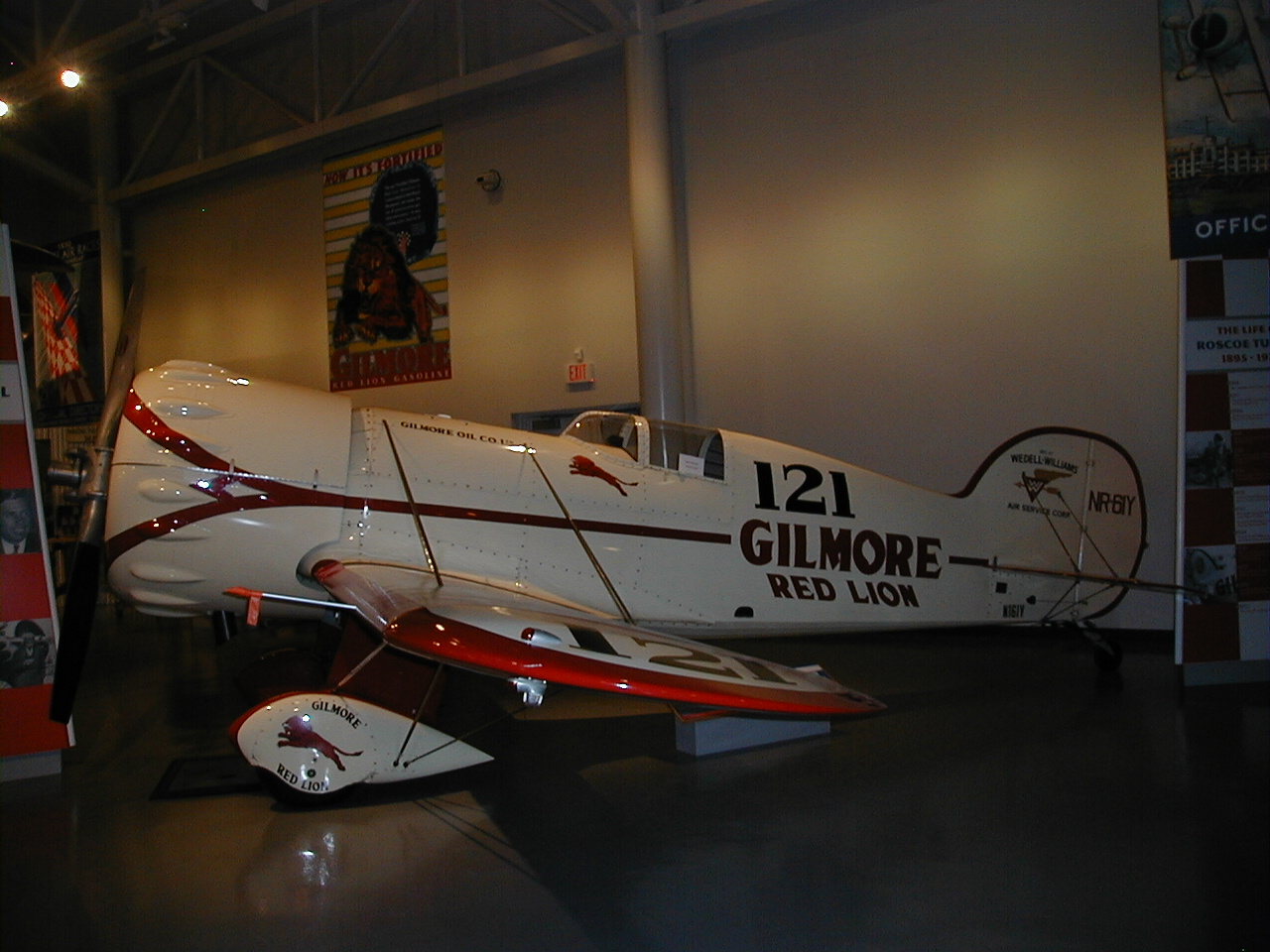
WW Model 44, gevlogen door Roscoe Turner

De  Wedell-Williams Model 44 was een Amerikaans eenmotorig laagdekker racevliegtuig, ontworpen door de ervaren luchtracer Jimmy Wedell en gebouwd door Wedell-Williams Air Service Corporation. De eerste vlucht vond plaats op 12 januari 1930. Er zijn totaal vier exemplaren van dit type gebouwd.

## Ontwerp en historie
Het Wedell-Williams Model 44 (WW 44) racevliegtuig was een doorontwikkeling van zijn voorganger de WW 22, welke te weinig vermogen bezat om succesvol te zijn. De eerste versie van de WW 44 bleek echter te zwakke vleugels te hebben en crashte, maar met de hulp van vliegtuigingenieur Howard Barlow bleek de tweede versie een uitstekende performance te bezitten. Het toestel was uitgerust met een Pratt & Whitney stermotor met 1020 pk. De geprononceerde stroomlijnkappen om de wielen gaven het vliegtuig een iconisch uiterlijk.
De model 44 won in de jaren 1930 vele prijzen, waaronder zowel de Bendix Trophy als de Thompson Trophy.

## Origineel en replica's in Musea
Roscoe Turner's Model 44, met registratie NR61Y, is te zien in het Crawford Auto-Aviation Museum in Cleveland, Ohio. Er bevinden zich ook nog drie replica’s in het Wedell-Williams Aviation & Cypress Sawmill Museum in Patterson, Louisiana.